# Bill Belichick
William Stephen "Bill" Belichick (Nashville, Tennessee, 16. travnja 1952.) je američki trener američkog nogometa hrvatskog podrijetla. Od lipnja 2024. ima i hrvatsko državljanstvo.

## Životopis
Bill Belichick rođen je 1952. godine u Nashvillu glavnom gradu američke savezne države Tennessee, a živi u Anapolisu u Marylandu. Njegov otac Steve Belichick (rođen Stephen Biličić) bio je pomoćni trener u američkoj Pomorskoj akademiji u Anapolisu u Marylandu. Njegovi djed i baka Ivan i Marija (rođ. Barković) Biličić su iz Draganića kraj Karlovca i u Sjedinjene Američke Države došli su 1897. godine te su se naselili u malome mjestu Monassen kraj Pittsburgha.  U svibnju 2024. godine, predsjednik Republike Hrvatske Zoran Milanović odlikovao ga je Redom Danice hrvatske s likom Franje Bučara, a predsjednik Vlade Andrej Plenković uručio mu je 3. lipnja 2024. domovnicu

## Trenerska karijera
Trenutačni je trener momčadi New England Patriotsa. Trenersku karijeru započeo je 1975. godine kao pomoćnik treneru Tedu Marchibrodi u Baltimore Coltsima.

## Vanjske poveznice
- (engl.) New England Patriots, životopis
- (engl.) Bill Belichick NFL.com trenerska stranica